# Модранит
Модранихт (др.-англ. Mōdraniht, букв. «ночь матерей») — древнеанглийский языческий праздник, отмечавшийся, по сообщению Беды Достопочтенного, в ночь на 25 декабря (то есть в день, на который в христианской традиции приходится канун Рождества). Исследователи связывают его с распространённой на северо-западе Европы позднеантичной традицией почитания «матрон» (matronae), предположительно богинь-покровительниц (богини плодородия), и скандинавским зимним праздником Дисаблот, во время которого чествовались дисы. Кельтолог Джон Маккалох предположил, что в связи с тем, что многие обычаи кельсткого праздника Самайн (сезонный праздник начала нового года, отмечался в ночь с 31 октября на 1 ноября — последний день сбора урожая) перешли на христианское Рождество, то и модранихт ранее мог отмечаться в Самайн.